# Scarlet Devil Mansion
Scarlet Devil Mansion (Mansión del Demonio Escarlata, a veces traducida como Mansión Scarlet Devil) es uno de los escenarios creados por Team Shanghai Alice y utilizado en la serie de videojuegos Touhou Project.
Lugar de residencia de la familia Scarlet, es una elegante mansión estilo victoriana, localizada en una colina en el borde del lago de la niebla en Gensokyo.

## Descripción

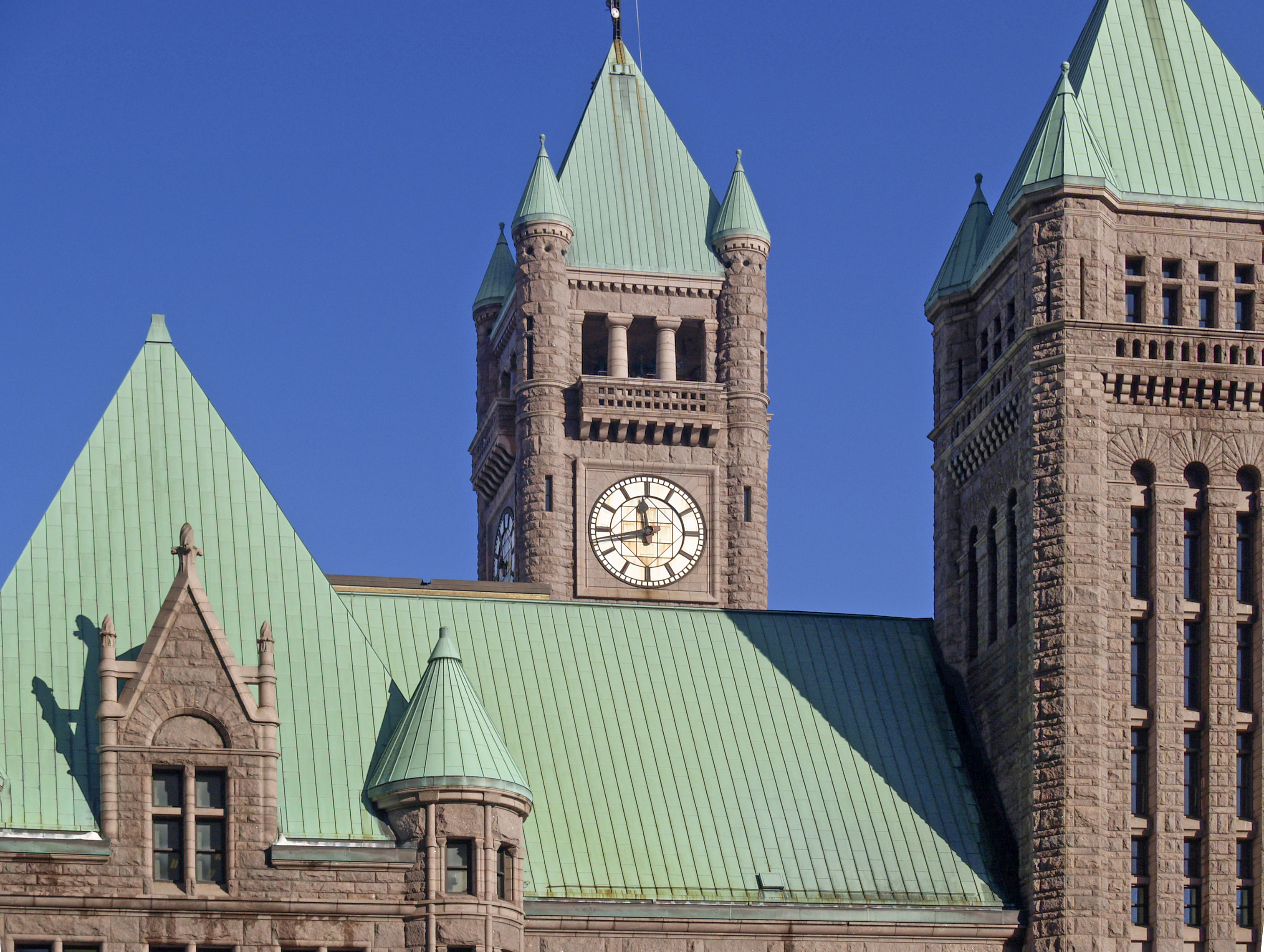
Representación aproximada de la Mansión Scarlet Devil.

La Mansión Scarlet Devil, aparece por primera vez en el sexto juego oficial de la saga Touhou Project, The Embodiment of Scarlet Devil, descubierta por las dos protagonistas y personajes jugables Reimu Hakurei y Marisa Kirisame.
Provista de numerosas habitaciones, es el escenario principal de dicho juego y el hogar permanente de residencia de las hermanas Scarlet, Remilia y Flandre. También, cuenta con un gran equipo de personal al cargo de ésta y de sus dueñas.

## Residentes
Los personajes de la Mansión Scarlet Devil destacan por ser diferentes yōkai o seres mágicos, siendo Sakuya Izayoi la única excepción como humana, aunque posee el gran poder de manipular el tiempo. Los personajes mencionados son los siguientes:
- Remilia Scarlet (vampireza), ama y dueña de la mansión.
- Flandre Scarlet (vampireza), hermana menor de la anterior, siempre encerrada en el sótano.
- Patchouli Knowledge (maga), amiga de Remilia, siempre leyendo algo en la biblioteca.
- Hong Meiling (yōkai no especificado), guardiana de la entrada principal.
- Sakuya Izayoi (humana capaz de manipular el tiempo), jefa de las maids de la mansión y fiel sirvienta de Remilia Scarlet.

Además hay una personaje sin nombre que se ve en la biblioteca antes de enfrentar a Patchouli. Es pelirroja, con alas negras de murciélago y un vestido largo del mismo color. Los fanes la han nombrado Koakuma y teorizan que es una ayudante de Patchouli.
También se mencionan más maids además de Sakuya, pues ella es la jefa de las maids, no la única maid.

### Visitas
Como ya se mencionó, Reimu y Marisa visitaron la mansión para descubrir al responsable detrás de las nubes escarlata. Además Marisa la ha visitado de forma repetida para robar objetos. Varios personajes han visitado la Mansión Scarlet Devil por diversos motivos, destacando Aya Shameimaru, Reisen Udongein Inaba y Yukari Yakumo.

## Apariciones
Este escenario es utilizado en diversos juegos de la saga, tales como:
- Touhou 6 ~ The Embodiment of Scarlet Devil  (東方紅魔郷 Tōhō Kōmakyō?).
- Touhou 7 ~ Perfect Cherry Blossom  (東方妖々夢 Tōhō Yōyōmu?), sólo en la historia final de Sakuya.[7]
- Touhou 7.5 ~ Immaterial and Missing Power  (東方萃夢想 Tōhō Suimusō?).
- Touhou 8 ~ Imperishable Night  (東方永夜抄 Tōhō Eiyashō?).
- Touhou 9 ~ Phantasmagoria of Flower View  (東方花映塚 Tōhō Kaeizuka?), sólo en la historia final de Sakuya y de Marisa.[8][5]
- Touhou 9.5 ~ Shoot the Bullet  (東方文花帖 Tōhō Bunkachō?).
- Touhou 10.5 ~ Scarlet Weather Rhapsody  (東方緋想天 Tōhō Hisōten?).
- Touhou 11 ~ Subterranean Animism  (東方地霊殿 Tōhō Chireiden?).
- Touhou 12.3 ~ Chase the Enigma of the Gargantuan Guignol  (東方非想天則 Tōhō Hisōtensoku?).

Así como en los libros oficiales:
- Curiosities of Lotus Asia
- Strange and Bright Nature Deity
- Bohemian Archive in Japanese Red (Extra of the Wind)
- A Beautiful Flower Blooming Violet Every Sixty Years
- Silent Sinner in Blue
- Perfect Memento in Strict Sense: Scarlet Devil Mansion